# Presidente de Cuba
El presidente de la República de Cuba, como lo es denominado oficialmente, es el jefe de Estado de la Nación. Es electo por su partido único junto con el vicepresidente por un período de cinco años. Puede ejercer su cargo hasta dos periodos de forma inmediata tanto para el presidente como para el vicepresidente, aunque históricamente, los cargos presidenciales han superado dicho límite.
Desde el 10 de octubre de 2019 el presidente de la República de Cuba es Miguel Díaz-Canel. El cargo de Presidente de la República de Cuba es proclamado por la Constitución de 2019 que modifica el organigrama de poder y recupera esa figura eliminada en 1976. En la misma fecha se aprobó el nombramiento de Salvador Valdés Mesa como vicepresidente de Cuba. 
Tanto el presidente como el vicepresidente ocupan un escaño en la Asamblea Nacional.
El presidente de la República debe presentar informes de rendición de cuentas a la Asamblea Nacional.

## Condiciones de elección
Para ser Presidente de la República se requiere haber cumplido treinta y cinco años de edad, hallarse en pleno goce de los derechos civiles y políticos, ser ciudadano cubano por nacimiento y no tener otra ciudadanía. Se exige además tener hasta sesenta años de edad para ser elegido en este cargo en un primer período.

## Historia del cargo
Desde 1869 hasta 1878 y desde 1895 hasta 1899, en los últimos años del dominio colonial español el presidente de la República de Cuba en armas era la máxima autoridad ejecutiva en tiempos de guerra, en el conjunto de los territorios liberados por los independentistas, sin que existiese el Estado independiente.
Desde 1902 hasta 1906 y desde 1909 hasta 1976 el presidente de la República de Cuba era el Jefe del Estado en la república presidencial, primero, y del gobierno revolucionario, a partir de 1959.
Desde 1976 hasta 2019 la Presidencia fue el órgano colegiado llamado Consejo de Estado (cuyo presidente era el presidente del país) auxiliado por el Consejo de Ministros. A partir de la proclamación y entrada en vigor de la Constitución cubana de 2019, se retoma la fórmula usada antes de 1976, donde el Jefe de Estado es llamado Presidente de la República de Cuba.
Del 19 de abril de 2018 al 10 de octubre de 2019 Miguel Díaz-Canel ocupó el cargo de Presidente del Consejo del Estado, esto fue luego de ser electo por la Asamblea Nacional del Poder Popular, en las que fue el único candidato. 
No obstante, el proceso de reelección ha sido objeto de críticas, ya que muchos argumentan que Cuba carece de un verdadero proceso democrático, y que se encarcela y persigue a los opositores, en particular después de las significativas protestas del 11 de julio de 2021.

## Continuidad
La presidencia de Cuba, a lo largo de las décadas, ha reflejado un fuerte énfasis en la continuidad y la estabilidad. Aunque los rostros pueden haber cambiado, la filosofía y el compromiso hacia la revolución y sus ideales han permanecido constantes.
El reciente Parlamento cubano ha demostrado, una vez más, esta tendencia de continuidad. La reelección de Miguel Díaz-Canel para un segundo mandato como presidente es solo el último ejemplo de una tradición que ha visto a líderes comprometidos con la perpetuación de la revolución y los ideales del Partido Comunista. Sin embargo, más allá de Díaz-Canel, la estructura misma de la presidencia cubana enfatiza la consistencia y la lealtad a la revolución. Raúl Castro, por ejemplo, es una figura que ha dominado la política cubana durante décadas y, a pesar de su edad avanzada, sigue siendo una presencia influyente. Aunque ya no ocupa un cargo oficial, su papel en la política cubana y su influencia sobre la presidencia es palpable. La referencia a él por parte de muchos oradores en el Parlamento como el líder de la revolución muestra el respeto y la deferencia que se tiene hacia las figuras históricas que han moldeado la presidencia y la política cubana.
Los presidentes cubanos, desde Fidel Castro hasta Díaz-Canel, han asumido el manto del liderazgo con una clara comprensión de su deber hacia la continuidad. A pesar de los problemas externos e internos, desde sanciones internacionales hasta crisis económicas y problemas de salud como la pandemia de COVID-19, la oficina del presidente ha mantenido un enfoque firme en la defensa de la soberanía cubana y el progreso social y económico. El papel de la presidencia, más allá del individuo que ocupe el cargo, ha sido guiar a la nación. Esto se evidencia no solo en las políticas implementadas, sino también en los discursos y la retórica, que reiteran constantemente el compromiso de Cuba con sus ideales revolucionarios.